# Colorimétrie

Spectre de la lumière blanche

La colorimétrie est la discipline psychophysique qui se donne pour objectif la mesure de la  couleur. Elle relie des mesures physiques effectuées sur la lumière aux perceptions colorées.
La lumière est un rayonnement électromagnétique qui ne peut se décrire complètement que par son spectre ; mais il suffit de trois grandeurs numériques dérivées de mesures du spectre lumineux pour repérer la couleur de sorte qu'on puisse effectuer, à propos des lumières en question, des comparaisons de couleur valides sans les voir.
La colorimétrie appuie l'examen visuel dans tous les cas où une constatation objective est souhaitable, comme dans le contrôle de qualité des peintures, vernis et teintures ; dans le règlement des litiges entre fournisseurs et clients, ou entre fabricants pour des questions de modèles ; et aussi dans le cas où une précision supérieure à celle de l'évaluation visuelle est nécessaire, comme en chimie ou, plus récemment, dans le suivi de la maturation des fruits sur l'arbre.
La colorimétrie de base, étudiant la réaction humaine à des stimulus lumineux isolés, a été développée à partir du milieu du XIXe siècle. Les études colorimétriques se sont poursuivies avec l'étude plus complexe des écarts de couleur, de l'adaptation visuelle et de l'interaction des couleurs, et des caractères visuels plus complexes comme la transparence, le brillant, le nacré, dont la perception est inséparable de celle de la couleur.
En chimie, la colorimétrie est une méthode de dosage des solutions par mesure de l'absorption d'une lumière calibrée à travers une éprouvette.

## Principes
La couleur est la perception visuelle humaine de la répartition spectrale de la lumière. Cependant, le rapport entre l'analyse spectrale du rayonnement lumineux et la perception des couleurs est complexe. Il y a un très grand nombre de répartitions spectrales possibles : en divisant les longueurs d'onde en 100 plages de 3 nm entre les extrêmes de 400 et 700 nm, et en mesurant pour chacune seulement 10 niveaux d'intensité lumineuse, dix milliards de combinaisons sont possibles ; alors que cette quantification est plutôt grossière, mais qu'il n'y a pas apparence que la vision humaine puisse distinguer autant de nuances.
Mesurer la couleur semblerait une tâche impossible, si les artistes et teinturiers n'avaient, depuis la Renaissance au moins, remarqué qu'avec seulement trois teintes bien choisies, on peut reproduire une énorme quantité de teintes. Newton, au XVIIe siècle, énonce que la lumière blanche est un mélange de couleurs. En 1802, Thomas Young formule l'hypothèse que l'œil possède trois types de récepteurs ; un demi siècle plus tard, James Clerk Maxwell remarque qu'on peut, en mélangeant trois lumières de couleurs bien choisies dans des proportions appropriées, produire une lumière de même couleur qu'une gamme très étendue.
Partant de cette constatation, et des travaux de Helmoltz, des systèmes de mesure de la couleur ont été progressivement mis au point. La constitution de la Commission internationale de l'éclairage en 1913 a permis, en 1931, l'adoption de normes pour ces systèmes, constamment perfectionnés depuis.
StimulusEn colorimétrie, on compare des mélanges de lumières colorées aussi isolées que possible des autres sensations visuelles afin de s'affranchir des complexités des interactions de couleurs. Ces mélanges sont des stimulus au sens de la psychophysique.
Arithmétique des couleursOn suppose, par des postulats dits lois de Grassmann et d'Abney que les sensations lumineuses sont linéaires, ce qui permet de faire toutes les opérations arithmétiques sur les proportions de lumières mélangées.
Combinaison de couleurs primairesOn constate que toutes les couleurs, quel que soit leur spectre physique se perçoivent identiquement (voir couleur métamère) à une combinaison d'addition ou de soustraction de seulement trois lumières choisies arbitrairement, pourvu que l'on ne puisse pas reconstituer la troisième à partir des deux autres. Les systèmes optiques peuvent seulement ajouter les lumières, la soustraction est une opération intellectuelle ultérieure. Si Lumière X + p3 × Primaire 3 = p1 × Primaire 1 + p2 × Primaire 2, le postulat de linéarité permet d'écrire Lumière X = p1 × Primaire 1  + p2 × Primaire 2 - p3 × Primaire 3. Toutes les couleurs peuvent donc se définir par trois valeurs.
ChromaticitéOn suppose que la couleur est une propriété indépendante de la luminosité, et on l'appelle chromaticité.
Aucune de ces méthodes et définitions ne correspond exactement à la vision humaine ; elles ont l'avantage de permettre une approximation généralement appelée colorimétrie de base, plus tard raffinée avec la colorimétrie des différences de couleur, qui prend en compte les écarts à la linéarité de la vision humaine, donnant plusieurs espaces colorimétriques.
Parallèlement, se basant également sur des études psychophysiques, des savants et des praticiens ont établi des systèmes de description de la couleur basés sur la comparaison avec des échantillons réunis dans des catalogues. Albert Henry Munsell, se basant sur le cercle chromatique bien connu des artistes peintres, et tentant d'obtenir un écart perceptuel constant entre ses échantillons, crée son nuancier en 1909. Plus récemment, la compagnie Pantone diffuse un nuancier de 1000 teintes, permettant aux professionnels de communiquer des repères de couleur. Ces catalogues ne sont pas à proprement parler des systèmes colorimétriques : leur usage repose sur l'appréciation visuelle par une personne de la proximité de la teinte à référencer ; mais ils sont d'un usage courant chez les professionnels des arts graphiques, en raison de leur adéquation à leurs besoins.

### Longueur d'onde dominante et pureté colorimétrique
L'établissement d'un système colorimétrique commence par des expériences visuelles. On définit une lumière comme la lumière blanche. Un monochromateur permet d'avoir une lumière dans une gamme de longueurs d'onde très étroite. L'observateur compare, soit en les regardant soit alternativement, soit en côte à côte, la lumière à identifier et un composé de lumière blanche et de lumière monochromatique, dont il ajuste la couleur et la proportion de lumière blanche jusqu'à ce que les deux lumières coïncident. On obtient ainsi une mesure de la lumière, composé de trois grandeurs :
- l'intensité lumineuse ;
- la longueur d'onde dominante ;
- la pureté colorimétrique, qui est la proportion de l'intensité due à la longueur d'onde dominante.

Partant du principe que la couleur est ce qui différencie deux lumières d'égale intensité, on peut considérer que deux grandeurs définissent la couleur :
- la longueur d'onde dominante ;
- la pureté colorimétrique, qui est la proportion de l'intensité due à la longueur d'onde dominante.

Avec deux grandeurs, on peut établir un diagramme. Mais il est plus commode de résoudre la question de la couleur à partir de la trichromie.

### Analyse trichrome

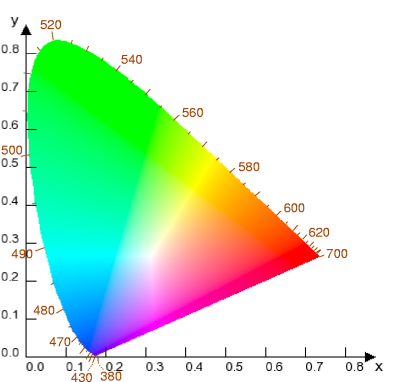
Diagramme de chromaticité

On a systématisé l'expérience de Maxwell, qui a montré qu'un mélange opportun de trois lumières monochromatiques permet la synthèse d'une grande partie des couleurs.
L'observateur va apairer la lumière inconnue à un mélange des trois lumières monochromatiques choisies. Si c'est possible, on obtient directement les coefficients. Si on n'y parvient pas, on ajoute à la lumière inconnue une proportion d'une, ou si nécessaire deux des lumières de base, et chercher les coefficients de cette lumière composite. On soustraira ensuite les coefficients des lumières ajoutées à la lumière inconnue. On arrive, de la sorte, à des coefficients négatifs.
La lumière composée de deux autres lumières est toujours moins saturée que ses composantes. Toutes les lumières monochromatiques autres que celles qui servent de base ont donc des coefficients négatifs.
Cette mesure dépend encore de l'évaluation d'une personne, et dépend donc des variations de sensibilité à la couleur entre les sujets. Pour arriver à une unification des résultats, la Commission internationale de l'éclairage a défini en 1931, à partir des séries d'expériences déjà effectuées, un observateur de référence, qui permet d'obtenir, par calcul, les caractéristiques d'une lumière à partir de son spectre.
Pour éliminer la variation d'intensité lumineuse, on divise tous les coefficients par la somme des trois. On obtient ainsi des coefficients de couleur dont la somme est toujours 1.
On peut ainsi créer un diagramme de chromaticité à deux dimensions, sur lequel on peut situer toutes les couleurs.
Sur ce diagramme, les couleurs obtenues par synthèse se situent nécessairement dans le polygone délimité par les couleurs qui ont servi pour les constituer. Il s'agit le plus souvent d'un triangle dont un sommet est du côté des rouges, un autre du côté des verts, et le troisième du côté des bleus.

### Colorimétrie des écarts de couleur
L'analyse trichrome a l'inconvénient de ne répercuter que très imparfaitement la vision humaine. La luminosité perçue d'un stimulus n'est pas proportionnelle à sa luminance, toutes choses étant égales par ailleurs, et la finesse de discrimination entre les couleurs dépend de leur dominante et de leur pureté. En conséquence, deux points du diagramme de chromaticité éloignés de la même distance ne sont pas vus avec le même écart de couleur, c'est-à-dire, à peu près, le nombre de couleurs intermédiaires que l'on peut différencier entre eux. Pour se rapprocher de cette propriété, la CIE propose les espaces de couleurs CIELAB pour les couleurs de surface et CIELUV pour les lumières colorées.
Ces espaces perceptuellement uniformes permettent de calculer un écart de couleur.

### Non-linéarités
La colorimétrie simplifie les phénomènes de la vision pour relier avec plus de facilité le rayonnement lumineux à la couleur. Lorsqu'on recherche la précision, ou que l'on explique le fonctionnement complexe de la perception humaine, on considère les écarts à la linéarité.
L’effet Abney constate que lorsqu'on ajoute une lumière blanche à une lumière colorée, la résultante change de teinte dominante, sans changer de longueur d'onde dominante. Sur le diagramme de chromaticité, les lignes d'égale teinte ne sont pas droites, mais légèrement courbes. L’effet Bezold-Brücke constate que la teinte dominante se décale vers le bleu lorsque la luminance augmente.
Le phénomène Helmholtz–Kohlrausch altère les lois de Grassmann. Les courbes d'efficacité lumineuse spectrale sont compilées à partir de l'égalisation de lumières quasi-monochromatiques. Mais la luminosité perçue augmente avec la pureté.
La loi du contraste simultané des couleurs perturbe toutes les appréciations de stimulus : les couleurs présentées le sont nécessairement sur un fond, et celui-ci influence la perception, comme le fait généralement l'adaptation chromatique, lorsque ce fond est clair.
Enfin, les fonctions colorimétriques, sur lesquelles repose le passage de la mesure physique du spectre à la définition trichromatique, varient selon la taille apparente de l'objet et le niveau d'éclairement de la rétine. Les premiers à établir ces fonctions ont choisi de demander aux sujets d'égaliser les couleurs sur un carré vu à une distance de 40 fois son côté, donnant une diagonale de 30 milliradians soit 2°, correspondant à la taille de la macula, zone de l'œil où se trouve la plus grande densité de récepteurs de la couleur. Les résultats ont donné les tables de la Commission internationale de l'éclairage de 1931. Cependant, « ce système donne des prédictions acceptables jusqu'à 4° » seulement. De nouvelles mesures ont produit des tables pour une ouverture de 10°, avec un niveau d'éclairage supérieur, que la CIE a normalisées en 1964. La non-linéarité de la réponse visuelle a obligé la colorimétrie à produire deux systèmes incompatibles, sans préciser rigoureusement les conditions d'utilisation de l'un ou de l'autre.

## Mesure de la couleur

### Colorimètre
Le colorimètre est un appareillage qui permet de mesurer la couleur de la surface d'un objet en la définissant par des coordonnées dans un espace colorimétrique. En général, il décompose la lumière à l'aide de trois filtres, et en tire directement les grandeurs qui peuvent être traduites en coefficients colorimétriques.
En photographie, on utilise des appareils similaires, mais qui donnent leurs résultats, pour une plage utile plus restreinte, en température de couleur et correction de couleur, de façon à déterminer directement quels filtres utiliser.

### Spectromètre

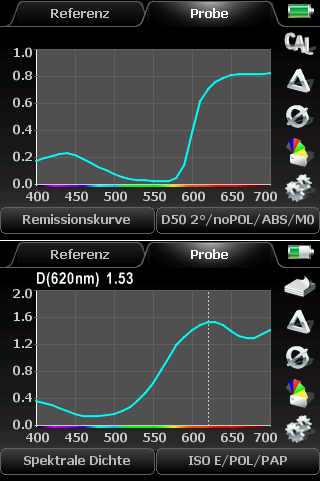
Lecture d'une courbe de densité spectrale

La mesure obtenue avec le colorimètre ne donne d'indication utile que sur les couleurs telles que vues. Si on prévoit, comme dans le cas des encres, pigments et peintures ou pour la synthèse soustractive des couleurs, de mélanger ces pigments pour créer une nouvelle couleur, la connaissance de la couleur ne suffit pas. Il faut connaître leur spectre. Pour cela, on doit utiliser un spectromètre.
Il en va de même si on doit connaître l'apparence de surfaces colorées examinées sous des lumières différentes. Le cas des bleus préoccupe peintres et décorateurs depuis plusieurs siècles : identiques au jour, des bleus pâles deviennent plus ou moins gris à la lumière artificielle. Au XIXe siècle, on appelait ceux qui restaient bleus à la lumière des bougies bleu lumière ; cette propriété a fait le succès du cæruleum. En restauration d'œuvres d'art, on doit éviter que des repeints, imperceptibles dans le laboratoire, deviennent visibles à cause d'un métamérisme imparfait dans la salle d'exposition. Pour l'éviter, on compare le spectre des pigments.

## Applications
La colorimétrie trouve des applications dans le domaine des peintures et vernis, où la mesure appuie, depuis les années 1960, le contrôle visuel par comparaison à un échantillon. Par exemple, quand une entreprise automobile définit la gamme de couleurs pour ses véhicules, elle la définit colorimétriquement afin d'établir le contrôle qualité et les contrats de fourniture sur des bases objectives, utiles en cas de litige. Il en va de même pour la teinture des textiles.
La colorimétrie est centrale dans la fabrication de systèmes formateurs d'image, comme les écrans de télévision et d'ordinateur ou l'imprimerie en couleurs. Il faut trouver les colorants ou luminophores qui donnent le gamut adéquat.
Le développement de la spécialité et la diffusion des instruments électroniques étend le champ d'application de l'évaluation colorimétrique.
L'évaluation colorimétrique de l'état de maturité des fruits et des céréales, notamment agrumes, cerises, tomates ou de la qualité des miels est plus précise que l'estimation visuelle, et on peut l'automatiser.
Les méthodes colorimétriques peuvent aussi servir au tribunal, dans des questions de propriété intellectuelle et de droit des marques.

## Colorimétrie en chimie
En chimie, le dosage colorimétrique permet de mesurer la concentration d'une solution. On envoie un faisceau de lumière monochromatique au travers d'une cuve d'épaisseur contenant une solution colorée et on mesure la lumière absorbée.

La loi de Beer-Lambert relie la densité optique d'une solution à sa concentration molaire :
{\displaystyle A=\epsilon \cdot l\cdot c}
- A est l'absorbance ou densité optique, logarithme décimal du rapport entre lumière absorbée et lumière incidente ;
- ε est un coefficient d'absorption spécifique de chaque composé coloré ;
- l est la longueur de solution traversée par le rayon lumineux ;
- c est la concentration du composé coloré dans la solution.

La longueur étant une constante de l'appareillage, et ε une caractéristique constante du composé dont on recherche la concentration, on peut établir une relation linéaire entre A (densité optique) et c (concentration).
Ne pas confondrela méthode de dosage par indicateurs colorés est parfois nommée dosage colorimétrique ; c'est un abus de langage[réf. souhaitée].
La néphélométrieest une autre technique basée sur la mesure de la lumière traversant un milieu gazeux ou liquide. Elle évalue la teneur en particules en suspension ou la turbidité à partir de la mesure de la lumière diffusée à angle droit par rapport à la lumière incidente.

### Spectroscopie
La colorimétrie est dérivée de la technique d'absorbance. Pour une molécule donnée, une longueur d'onde donnée peut interagir avec la molécule et diminuer le pourcentage de lumière partant de la source d'émission jusqu'au capteur. En colorimétrie, c'est la teinte du composé qui crée cet effet. Cette technique est utilisée afin de créer une courbe d'absorbance, définie comme le pourcentage de lumière transmise en fonction de la concentration, et qui pourra être utilisée comme étalon pour déterminer des concentrations inconnues.